# راشل لیلیس
راشل لیلیس (انگلیسی: Rachael Lillis؛ زادهٔ ۸ ژوئیهٔ ۱۹۶۹ – درگذشتهٔ ۱۰ اوت ۲۰۲۴) صداپیشه و فیلم‌نامه‌نویس اهل ایالات متحده آمریکا بود. وی از سال ۱۹۹۷ تا ۲۰۱۹ میلادی مشغول فعالیت بود.